# Giselle (Disney)
Giselle é uma personagem fictícia dos filmes de animação/live-action dos estúdios Walt Disney Pictures, Encantada (2007), e de sua sequência, Desencantada (2022). Ela foi criada a partir do arquétipo da Disney Princesas. Na versão original norte-americana, Giselle é dublada e interpretada pela atriz e cantora Amy Adams, cuja atuação foi amplamente elogiada. No Brasil, a personagem é dublada por Andrea Murucci nas falas, e por Sylvia Salustti nas canções.
Criada pelo roteirista Bill Kelly e pelo diretor Kevin Lima, Giselle é uma paródia e uma homenagem às personagens clássicas das Princesas da Disney, especificamente pegando emprestado inspiração de Branca de Neve, Cinderela, Aurora e Ariel. Adams foi selecionada entre aproximadamente 300 atrizes que fizeram o teste para o papel. Embora Lima sempre quisesse escalar uma artista desconhecida como Giselle, os executivos da Disney inicialmente hesitaram em contratar Adams devido à sua relativa obscuridade na época. As sequências animadas de Giselle foram supervisionadas pelo veterano animador da Disney, James Baxter, que fez referência a cenas live-action de Adams para garantir que a personagem fosse uma combinação coesa de Adams e da estética clássica das Princesas da Disney.
Giselle foi amplamente elogiada pelos críticos pela sua personalidade ‘encantadora’, tornando-se um dos personagens mais populares da Disney. A atuação de Adams também foi elogiada pela crítica cinematográfica, que elogiou seu timing cômico, seu canto e seu comprometimento com a personagem. Adams foi indicada ao Globo de Ouro de Melhor Atriz - Filme de Comédia ou Musical, e o papel é creditado por estabelecê-la como uma protagonista em Hollywood. Algumas publicações atribuem a Giselle ao renascimento dos filmes de Princesas da Disney, já que na época a Disney havia decidido dar uma pausa nos filmes de princesas. Devido a divergências sobre a compensação de Adams pelo uso de sua imagem, a Disney cancelou seus planos iniciais de introduzir Giselle na franquia Disney Princess como nono membro oficial.

## Desenvolvimento

### Origem e concepção
Em um rascunho original da história, a heroína do filme pede para ser enviada ao "mundo real" para escapar de um amor não correspondido de um personagem do tipo Príncipe Encantado. Quando a Disney adquiriu o roteiro original de Encantada, o filme era destinado a um público muito mais velho. O roteirista Bill Kelly escreveu uma cena em que Giselle é confundida com uma stripper ao chegar ao distrito da luz vermelha de Nova Iorque. Ela é contratada para uma despedida de solteiro, cujos participantes ficam bravos com ela quando ela se recusa a se despir, levando Robert a cancelar a festa e resgatá-la. O produtor executivo Doug Short afirma que a despedida de solteiro não foi abandonada exclusivamente por causa de seu tom maduro, mas sim a remoção dos amigos de Robert naturalmente permitiu que a história priorizasse o relacionamento de Giselle e Robert. Em 2005, a Disney contratou Kelly para escrever um novo rascunho que se alinhasse com a tradição do estúdio de heroínas ansiosas. O diretor Kevin Lima revisou o roteiro com Kelly para que Giselle chegasse à Times Square, e a despedida de solteiro foi finalmente substituída por Giselle pendurada em um outdoor em forma de castelo, onde ela conhece Robert pela primeira vez.
Short disse que a parte mais difícil de desenvolver Giselle como personagem foi estabelecer um equilíbrio entre suas palhaçadas cômicas e a capacidade de identificação, sem simplesmente torná-la uma "tola" ou evoluí-la às custas de sua personalidade feliz. Por ser uma paródia e homenagem aos clássicos de Princesas da Disney, os cineastas se inspiraram em várias Princesas da Disney, com Lima descrevendo Giselle como "80% Branca de Neve" com traços de Cinderela e Aurora, combinados com a coragem de Ariel. Caroline Siede do The AV Club observou que os três originais se prestam mais facilmente à paródia como "os filmes de Princesas da Disney menos progressistas", enquanto Ariel representa uma transição para heroínas mais empoderadas. Lima observou que a característica distintiva de Giselle é que, enquanto seus predecessores são em grande parte reativos, o cenário contemporâneo de Encantada força Giselle a se tornar uma participante ativa em seu próprio conto de fadas e confiar em sua capacidade inata de se adaptar a novas situações para sobreviver a circunstâncias desconhecidas. Kelly identificou Giselle como sua personagem favorita para escrever.
O produtor Barry Josephson descreveu Lima, um ex-animador da Disney, como um especialista em personagens Princesas da Disney, a quem ele creditou por ajudar a desenvolver Giselle. Da mesma forma, Short credita Lima por estabelecer o tom apropriado para a evolução de Giselle, sem recorrer a simplesmente zombar da cultura de Princesas da Disney. De acordo com Adams, a jornada de sua personagem é sobre descobrir emoções humanas genuínas e amor: "Ela descobre que a vida é mais complicada do que pareceu até agora em sua vida e que não se trata apenas de finais felizes, mas pode ser muito emocionante". Um momento significativo no desenvolvimento do personagem de Giselle é quando ela experimenta o sentimento de raiva pela primeira vez durante uma discussão com Robert, ao notar os pelos do peito dele, uma característica normalmente omitida em personagens animados. Alguns membros da equipe criativa debateram fortemente se o filme justificava uma batalha final, mas Short finalmente decidiu que o momento era necessário para completar a transformação de Giselle em alguém que não precisa mais ser resgatado. Lima explicou que o final fornece uma "história mais contemporaneamente responsável" para Giselle, ao contrário das personagens femininas tradicionais que parecem independentes até serem resgatadas no final de seus filmes. Apesar de algumas objeções dos fãs, Lima sustentou que separar Giselle de Edward no final era necessário para finalizar seu crescimento.

### Voz e interpretação

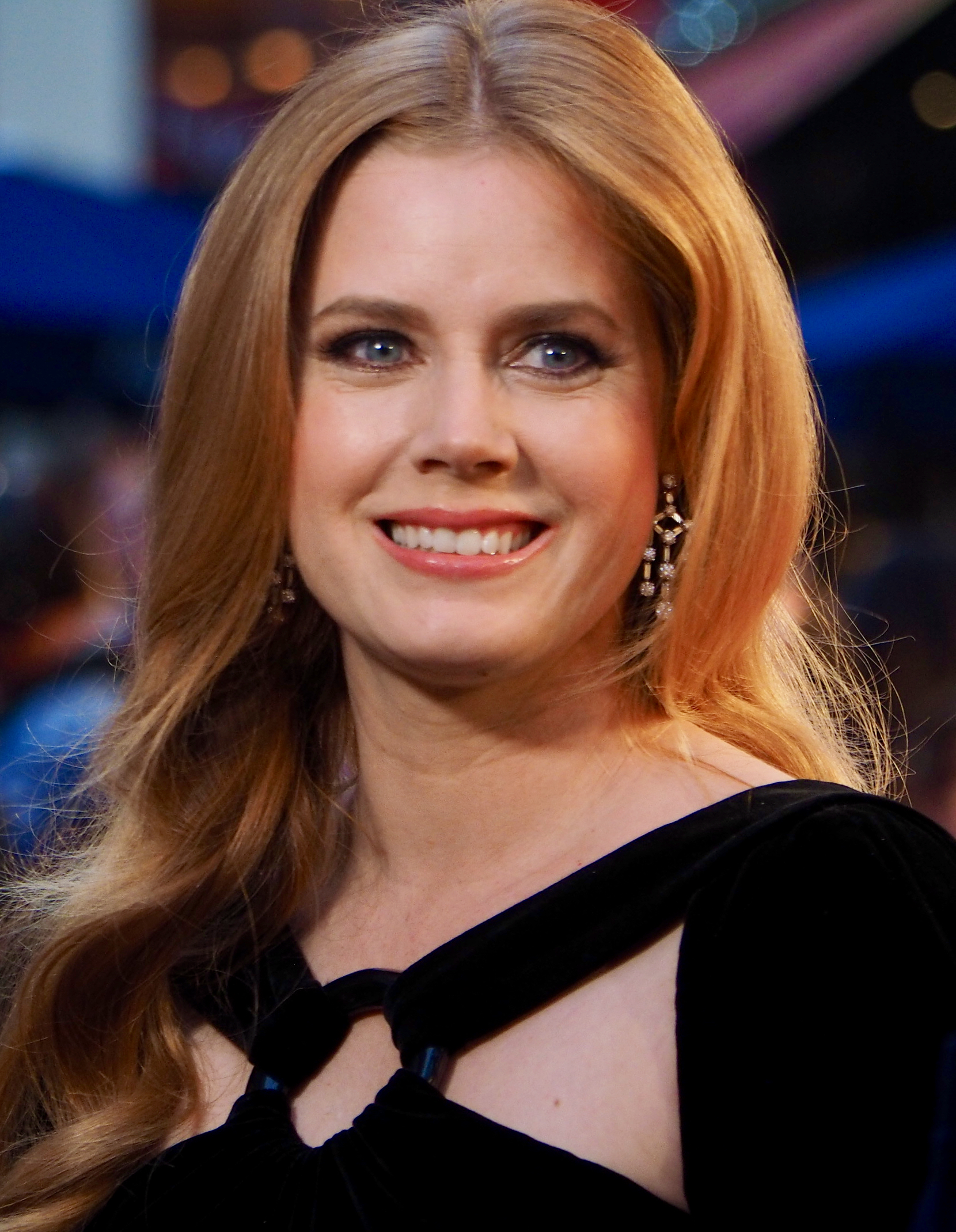
Amy Adams é originalmente responsável pela voz e interpretação de Giselle.

Adam Shankman foi um dos primeiros diretores vinculados ao filme antes de Lima; Shankman havia expressado interesse em oferecer o papel principal a Kate Hudson ou Reese Witherspoon. Atrizes consagradas como Cameron Diaz, Renée Zellwegger, Jennifer Garner e Christina Aguilera também foram consideradas, mas Lima queria especificamente uma atriz desconhecida para que o público não se distraísse com sua imagem pública, mantendo, por sua vez, a ilusão da inocência sobrenatural da personagem. Aproximadamente 300 atrizes fizeram o teste, para o qual Adams respondeu a um chamado que exigia canto, atuação e dança. Quando Adams fez o teste em 2005, Lima já havia entrevistado 250 candidatas, e começou a duvidar que encontraria a atriz certa. No entanto, Lima ficou imediatamente impressionado com sua audição, acreditando que ela parecia uma Princesa da Disney, e a descreveu como a única candidata capaz de representar o papel sinceramente sem zombar da personagem. Embora ela fosse sua única escolha, a Disney inicialmente hesitou em contratar a relativamente à desconhecida Adams porque acreditava que precisava de uma estrela estabelecida para atrair o público. O presidente da Disney, Dick Cook, cedeu ao ver seu teste de tela, enquanto Josephson disse que Adams demonstrou a amplitude emocional necessária para o papel. Lima comparou a contratação de Adams à Disney apresentando Julie Andrews ao mundo em Mary Poppins (1964). Para apaziguar o estúdio na escolha de um ator menos conhecido, Lima se ofereceu para contratar atores mais consagrados, como Patrick Dempsey, para papéis coadjuvantes.

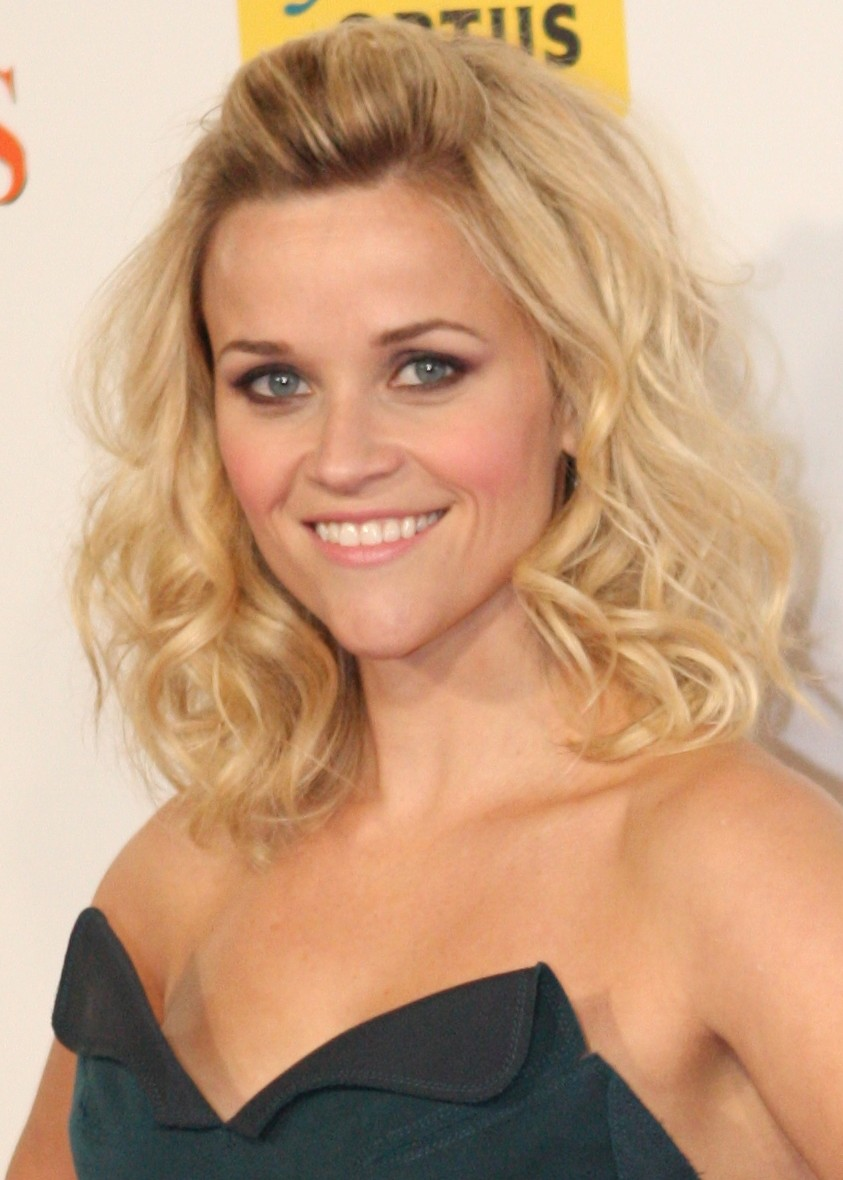
A atriz Reese Witherspoon (foto) foi uma das várias atrizes consideradas para o papel de Giselle antes de Amy Adams ser escalada.

Giselle foi o primeiro papel principal de Adams, para o qual ela foi atraída por causa da gentileza da personagem e da oportunidade de seus parentes mais jovens vê-la em um filme para toda a família. Ela imaginou Giselle como uma personagem forte, apesar de sua natureza doce, explicando que sua inocência vem da inexperiência em oposição à fraqueza, e se esforçou para preservar sua gentileza à medida que ela se torna mais mundana e madura. Como Encantada não foi filmado em ordem cronológica, Adams prestou atenção especial para garantir que a personalidade e a fisicalidade de sua personagem fossem precisas para cada período de tempo. Ela não estudou intencionalmente os filmes da Disney para se preparar para o papel porque os assistia constantemente enquanto crescia, e queria evitar imitar qualquer princesa específica em favor de criar a sua própria. Aos 19 anos, Adams fez um teste sem sucesso para interpretar uma princesa em um dos parques temáticos da Disney. Apesar da personagem ser uma princesa, Adams disse que tratava Giselle tão seriamente quanto trataria qualquer outro papel, mas sentia um senso adicional de responsabilidade em manter uma imagem positiva como um modelo potencial para meninas.
Como o filme é um musical, Adams estava determinada a não ter seu canto dublado por outro artista e passou por um treinamento vocal intensivo para executar todas as músicas de sua personagem. Ela gravou três das músicas originais do filme para sua trilha sonora, e ouviu Princesas da Disney anteriores para obter um tom suave e cadenciado. Apesar de sua formação em teatro musical, ela descreveu as cenas musicais, de romance e de ação como as mais desafiadoras de filmar porque ela confiou em sua imaginação para interagir com elementos animados e CGI. Adams trabalhou com alguns ratos e pássaros vivos para filmar "Happy Working Song", mas se recusou a filmar com baratas. Ela teve aulas de dança de salão com Dempsey para se preparar para a sequência de salão do filme e achou difícil aprender a dançar com um parceiro, apesar de ser uma dançarina treinada.
Os figurinos de Giselle foram desenhados por Mona May. A personagem começa Encantada vestindo trajes tradicionais de Princesa da Disney; no entanto, suas roupas gradualmente se tornam mais modernas quanto mais tempo ela permanece em Nova Iorque, para espelhar sua evolução de uma princesa animada para uma "mulher de verdade". Seu traje mais elaborado, o vestido de noiva, provou ser um desafio para Adams se mover ou sentar devido ao seu material e peso de 45 libras. May desenhou o vestido com base nas instruções de Lima para entregar um contraste distinto com as cenas desenhadas à mão do filme, costurando várias camadas de anáguas no vestido para fazê-lo parecer o maior possível. Adams caiu sob seu peso várias vezes, mas credita a ele por ajudar a informar como Giselle se moveria na câmera. Sua primeira troca de figurino em Nova Iorque é um vestido feito de cortinas azuis com cintura império e mangas curtas, que May disse que lhe permite se mover muito mais livremente na cidade de Nova Iorque, apesar de ainda ter "um visual muito princesa". A transformação de Giselle em uma mulher moderna e a decisão de permanecer humana em direção ao clímax do filme culminam em um vestido de gala cinza-lavanda justo, desprovido de "volume e tolice", cujo design May intencionalmente manteve em segredo do público. Ela desenhou o vestido para parecer que poderia tê-lo comprado em uma loja de departamentos e o baseou em vestidos usados pela atriz Ginger Rogers durante a década de 1930 e na arte conceitual de diferentes Princesas da Disney.